# 有机化学通讯
《有机化学通讯》（Organic Letters，缩写Org. Lett.或OL）是一本同行评审的科学期刊，1999年由美国化学会第一次发行。该期刊的影响因子为6.364（2014年）。
《有机化学通讯》被以下的文献或机构的数据库收录：化学文摘社（CAS），大英图书馆，EBSCOhost，PubMed，SwetsWise和Web of Science。